# أسكيوفيل (كارولاينا الشمالية)
أسكيوفيل (بالإنجليزية: Askewville town, North Carolina)‏ هي بلدة تقع بولاية كارولاينا الشمالية في الولايات المتحدة. تبلغ مساحتها 1.53 كم2، وترتفع عن سطح البحر 19 م، بلغ عدد سكانها 241 نسمة في عام 2010 حسب إحصاء مكتب تعداد الولايات المتحدة وتصل الكثافة السكانية فيها 157.5 نسمة لكل كيلومتر مربع (407.9/ميل2).

## التركيبة السكانية
حدّد مكتب تعداد الولايات المتحدة بيانات التركيبة السكانية لأسكيوفيل في تعداد الولايات المتحدة. في ما يلي، التركيبة السكانية حسب تعدادي 2000 و2010.

### تعداد عام 2000
بلغ عدد سكان أسكيوفيل 180 نسمة بحسب تعداد عام 2000، وبلغ عدد الأسر 75 أسرة وعدد العائلات 61 عائلة مقيمة في البلدة. في حين سجلت الكثافة السكانية 117.6 نسمة لكل كيلومتر مربع (304.6/ميل2). وبلغ عدد الوحدات السكنية 85 وحدة بمتوسط كثافة قدره 55.6 لكل كيلومتر مربع (144.0/ميل2).
وتوزع التركيب العرقي للبلدة بنسبة 98.89% من البيض و1.11% من الأمريكيين الأصليين.
بلغ عدد الأسر 75 أسرة كانت نسبة 30.7% منها لديها أطفال تحت سن الثامنة عشر تعيش معهم، وبلغت نسبة الأزواج القاطنين مع بعضهم البعض 70.7% من أصل المجموع الكلي للأسر، ونسبة 5.3% من الأسر كان لديها معيلات من الإناث دون وجود شريك،  بينما كانت نسبة 5.3% من الأسر لديها معيلون من الذكور دون وجود شريكة وكانت نسبة 18.7% من غير العائلات. تألفت نسبة 18.7% من أصل جميع الأسر من عدة أفراد يعيشون في نفس المنزل ونسبة 9.3% كانت تتألف من شخص يعيش بمفرده يبلغ من العمر 65 عاماً أو أكثر. وبلغ متوسط حجم الأسرة المعيشية 2.40، أما متوسط حجم العائلات فبلغ 2.72.
بلغ العمر الوسطي للسكان 43.0 عاماً. وكانت نسبة 18.3% من القاطنين تحت سن الثامنة عشر، وكانت نسبة 6.1% بين الثامنة عشر والرابعة والعشرين عاماً، ونسبة 28.9% كانت واقعةً في الفئة العمرية ما بين الخامسة والعشرين والرابعة والأربعين عاماً، ونسبة 33.9% كانت ما بين الخامسة والأربعين والرابعة والستين، ونسبة 12.8% كانت ضمن فئة الخامسة والستين عاماً فما فوق. يوجد لكل 100 أنثى 85.6 ذكر، ويوجد لكل 100 أنثى في الثامنة عشر من عمرها فما فوق 86.1 ذكر.
بلغ متوسط دخل الأسرة في البلدة 38,333 دولارًا، أما متوسط دخل العائلة فبلغ 42,917 دولارًا. وكان متوسط دخل الذكور 28,333 دولارًا مقابل 24,583 دولارًا للإناث. وسجل دخل الفرد الخاص بالبلدة 18,184 دولارًا. وكانت نسبة 8.7% من العائلات ونسبة 10.8% من السكان تحت خط الفقر، وكان من هؤلاء نسبة 3.3% تحت سن الثامنة عشر ونسبة 34% في الخامسة والستين من العمر وما فوق.

### تعداد عام 2010
بلغ عدد سكان أسكيوفيل 241 نسمة بحسب تعداد عام 2010، وبلغ عدد الأسر 100 أسرة وعدد العائلات 75 عائلة مقيمة في البلدة. في حين سجلت الكثافة السكانية 157.5 نسمة لكل كيلومتر مربع (407.9/ميل2). وبلغ عدد الوحدات السكنية 108 وحدة بمتوسط كثافة قدره 70.6 لكل كيلومتر مربع (182.9/ميل2).
وتوزع التركيب العرقي للبلدة بنسبة 95.85% من البيض و2.90% من الأمريكيين الأفارقة و0.41% من الأمريكيين ذوي الأصول الآسيوية و0.83% من عرقين مختلطين أو أكثر.
بلغ عدد الأسر 100 أسرة كانت نسبة 32% منها لديها أطفال تحت سن الثامنة عشر تعيش معهم، وبلغت نسبة الأزواج القاطنين مع بعضهم البعض 68% من أصل المجموع الكلي للأسر، ونسبة 7% من الأسر كان لديها معيلات من الإناث دون وجود شريك،  بينما كانت نسبة 0% من الأسر لديها معيلون من الذكور دون وجود شريكة وكانت نسبة 25% من غير العائلات. تألفت نسبة 23% من أصل جميع الأسر من عدة أفراد يعيشون في نفس المنزل ونسبة 15% كانت تتألف من شخص يعيش بمفرده يبلغ من العمر 65 عاماً أو أكثر. وبلغ متوسط حجم الأسرة المعيشية 2.41، أما متوسط حجم العائلات فبلغ 2.80.
بلغ العمر الوسطي للسكان 43.4 عاماً. وكانت نسبة 22.4% من القاطنين تحت سن الثامنة عشر، وكانت نسبة 6.2% بين الثامنة عشر والرابعة والعشرين عاماً، ونسبة 24.5% كانت واقعةً في الفئة العمرية ما بين الخامسة والعشرين والرابعة والأربعين عاماً، ونسبة 28.2% كانت ما بين الخامسة والأربعين والرابعة والستين، ونسبة 18.7% كانت ضمن فئة الخامسة والستين عاماً فما فوق. وتوزع التركيب الجنسي للسكان بنسبة 51% ذكور و49% إناث.